# Agbor
Agbor – miasto w Nigerii, w stanie Delta. Według danych szacunkowych na rok 2009 liczy 123 800 mieszkańców.